# Jöjj be, idegen!
A "Jöjj be, idegen!" (Come In, Stranger) a Született feleségek (Desperate Housewives) című amerikai filmsorozat ötödik epizódja. Az Amerikai Egyesült Államokban először az ABC (American Broadcasting Company) adó sugározta 2004. október 31-én.

## Az epizód cselekménye
Amikor Mrs. Alberta Fromme, az egyik helyi "szomszéd néni" elutazik a városból, Susant bízza meg, hogy vigyázzon macskájára, Bajusz úrra. Amikor egyik este Susan és Julie átmennek a Fromme-házba, hogy megetessék a házi kedvencet, kihúzott fiókokat és kisebb felfordulást találnak, valamint egy csavarhúzót. Valaki betört a házba, akit épp elkerültek.
Susan bejelenti az esetet, ezért Lynette házában a szomszédság összeül lakóközösségi gyűlésre, ahol a szomszédok jelentkeznek a polgárőrségbe, és Thompson rendőr szakmai tanácsokkal látja el az est résztvevőit. Eközben folyamatosan Susant bámulja, aki átnyújtja neki a talált csavarhúzót, amit a többi rendőr egyáltalán nem vett komolyan. Thompson, miután biztosította Susant, hogy a talált nyomot elküldi laborvizsgálatra, nagy nehezen randit csikar ki belőle. Susan, hogy jobban rálásson Mike iránta érzett érzelmeire, elmegy a szerelőhöz, és megkérdezi tőle, mi a véleménye arról, hogy a rendőrrel randevúzik, azt remélve, hogy Mike féltékeny lesz. A férfi azt mondja, nincs semmiféle véleménye a dologról. Susan aggódik, hogy Mike sem más, mint egy "álruhás Karl".
Eközben a parkban Mike egy idős férfival beszél, és elmondja neki, hogy ő tört be a Fromme-házba. Arról beszélnek, hogy Mike a férfi megbízásából van a Lila Akác közben, és hogy az utca lakói nem rendes emberek.
Susan elkíséri Thompson rendőrt, amíg őrjáratozik valahol a város egy sötét környékén, és kiderül, hogy a férfi hazudott, és mégsem adta be a csavarhúzót a laborba. Susan magára hagyja a tisztet, mert rájön, hogy ő az "álruhás Karl". Felhívja Julie-t, hogy küldjön érte valakit, mert nem talál haza egyedül. A segítség Mike alakjában érkezik. Susan a kocsiban bevallja a férfinek, hogy dühös, amiért ennyire kedveli őt, anélkül, hogy ismerné. Mike elmond neki pár dolgot magáról, majd Susan megkérdezi: "Mit gondolsz rólam?" A férfi válaszul megcsókolja.
Lynette azon ügyködik, hogy ikerfiait felvegyék a Barcliff akadémiára. Mivel Andrew és Danielle is oda jártak, Lynette Bree-t kéri meg, hogy ajánlja be az igazgatónak Portert és Prestont. Mivel a fiúk egypetéjű ikrek, a Barcliff igazgatója hajlandó felvenni őket a "megnézendő listára". Ez azt jelenti, hogy bent tartják őket megfigyelésre egy órára az iskolában a többi gyerek között. Lynette, tudván, hogy a fiai normál esetben képtelenek nyugton maradni, a jelenésük reggelén kerti munkával rendesen lefárasztja Portert és Prestont, akik később az iskolában csak fáradtan ülnek az asztalnál egy kirakós játékot bámulva, elérvén annak látszatát, hogy nyugodtak és jólneveltek.
Az iskola azonban nem nyitja meg oly könnyen kapuit Scavóéknak: egy nagylelkű adományra van szükség, hogy leelőzzenek egy másik versenyben lévő családot. Miután Tom felveti az ötletet, hogy a fiúk legyenek magántanulók, Lynette azt a lehetőséget hozza szóba, hogy ő is visszamehetne dolgozni, míg Tom tanítja a gyerekeket. Tom már a gondolattól is ideges lesz, így belemegy, hogy egyik szeretett vitorláshajóját eladják.
Gabrielle-t kellemetlen meglepetésként éri a tény, hogy anyósa, Juanita Solis jött hozzájuk látogatóba. Juanitáról fest, hogy ki nem állhatja Gabrielle-t, és később az is kiderül, hogy maga Carlos hívta édesanyját Széplakra, mert van egy megérzése, hogy Gaby megcsalja, és Juanita a lelkes vállalkozó, hogy kiderítse az igazságot. Ezért folyton Gabrielle nyomában van, akárhová csak megy, így a csalfa utakon járni vágyó asszony sehogy sem tud ejutni a motelba, ahol Johnnal beszélt meg randevút. Amikor Juanita egy mexikói sorozatban elmerülve tévézik, Gabrielle a garázsban kér bocsánatot Johntól, és újabb találkát beszél meg a fiúval. A ruhaboltban Gaby berángatja Juanitát egy próbaülkébe, és amíg anyósa magára rángat egy blúzt, elrejt a táskájában egy még kifizetetlen ruhadarabot. Közli vele, hogy elszalad a könyvesboltba, és habár anyósa követné, megállítják a biztonsági őrök, mert nála van a lopott blúz. Így Gabrielle végre találkozik Johnnal.
Később Solis mama elmeséli Gabrielle-nek, hogy Carlos apja, Diego valójában nem lépett le semmiféle nőcskével, hanem ő ölte meg, mert bántotta őt és Carlost. Ugyanis Juanita mindent megtenne, hogy megvédje Carlost. Mindent.
Bree Paullal jelentkezik őrjáratra, de a férfit nem találja otthon, csak a csöndes Zachet, aki a padlót mossa ott, ahol Mary Alice vére kifolyt és felmarta a lakkot. Bree nagyon megsajnálja a fiút, és meg is hívja vacsorázni, mivel Rex és a gyerekek kempingezni vannak. A vacsorán Zach és Bree elbeszélgetnek a karácsonyról, és Bree elmondja a fiúnak, hogy az édesanyját karácsonykor gázolta halálra egy kocsi amikor kicsi volt. Erre Zach azt mondja Bree-nek, hogy az anyja azért ölte meg magát, mert ő, Zach tett valami rosszat kiskorában. De ekkor a fiú összezavarodik és elrohan.
Később Bree a többiek tanácsára meghívja Zachet, hogy rögtönzött karácsonyi vacsorát tartsanak, mert többet akar tudni Youngék múltjáról. A fiú nagyon fellelkesedik, de Bree-t Rex hirtelen meghívja vacsorázni, így az asszony lemondja az estét Zachhel. Zach később betör Bree-hez, kivágja az egyik fenyőt a kertben, majd az egész lakást feldíszíti karácsonyfaégőkkel. A kandallóra pedig egy "Paul", egy "Mary Alice" és egy "Zach" feliratú karácsonyi zoknit tesz. Az egyik szomszéd azonban látja a fiút behatolni a házba, és kisvártatva kijön a rendőrség, valamint a Van de Kamp-házaspár is. Amikor a dühös Paul is betoppan, Zach megfogja Bree kezét, mint aki arra vár, hogy megvédjék.
Később Bree átmegy a Young-házba, mert az egész utca Zach és Paul veszekedésétől hangos. Bree kérdésére, hogy minden rendben van-e, Zach igenlő választ ad, miközben apja a nappaliban vérző szájjal fekszik a földön.
Másnap Paul elviszi Zachet a városból. A kocsiból Zach úgy néz vissza Bree-re, mint aki nem tér vissza soha többé.

## Szereplők
- - Susan Mayer – Teri Hatcher
  - Lynette Scavo – Felicity Huffman
  - Bree van de Kamp – Marcia Cross
  - Gabrielle Solis – Eva Longoria
  - Mary Alice Young – Brenda Strong
  - Mike Delfino – Jamie Denton
  - Edie Britt – Nicollette Sheridan
  - Paul Young – Mark Moses
  - Zach Young – Kody Casch
  - Carlos Solis – Richardo Antonio Chavira
  - Rex van de Kamp – Steven Culp
  - Tom Scavo – Doug Savant
  - John Rowland – Jesse MetCalfe
  - Julie Mayer – Andrea Bowen
  - Martha Huber – Christine Estabrook
  - Preston Scavo – Brent Kinsman
  - Porter Scavo – Shane Kinsman
  - Juanita Solis (Solis Mama) – Lupe Ontiveros
  - Rick Thompsonas rendőr – Steven Eckholdt
  - Noah Taylor – Bob Gunton
  - Lanz iskolaigazgató – Harry S. Murphy

## Mary Alice epizódzáró monológja
- A narrátor, Mary Alice monológja az epizód végén így hangzik (a magyar változat alapján):

"Az ember természeténél fogva örökösen óvakodik a betolakodóktól, és bejutásukat igyekszik megakadályozni. De mindig lesznek olyanok, akik erővel furakodnak be az életünkbe. Mint ahogy olyanok is, akiket mi magunk engedünk be. De aggodalomra leginkább azok adnak okot, akik odakintről figyelnek minket. Akiket igazán sosem ismerünk meg."

## Epizódcímek szerte a világban
- Angol: Come In, Stranger (Jöjj be, idegen!)
- Francia: Une chanson douce que me chantait belle-maman (Egy lágy dal, amit a mostohám énekelt nekem)
- Német: Eindringlinge (Betolakodók)
- Spanyol: Entra, desconocido (Jöjj be, idegen!)
- Olasz: Inquietanti intrusioni (Behatolásokat megzavarni)